# Euphorbia atrispina
Euphorbia atrispina är en törelväxtart som beskrevs av Nicholas Edward Brown. Euphorbia atrispina ingår i släktet törlar, och familjen törelväxter. Inga underarter finns listade i Catalogue of Life.

## Bildgalleri

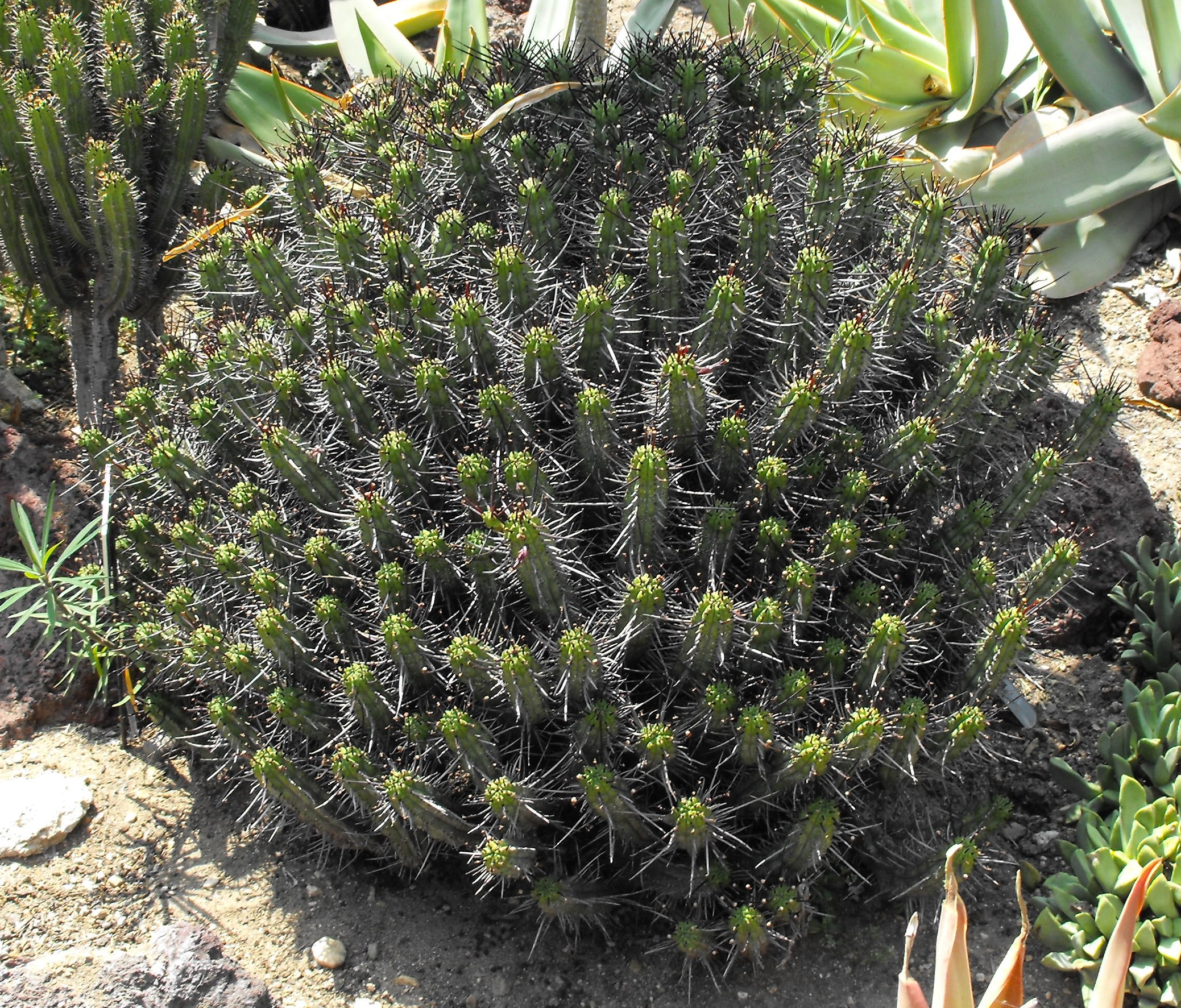
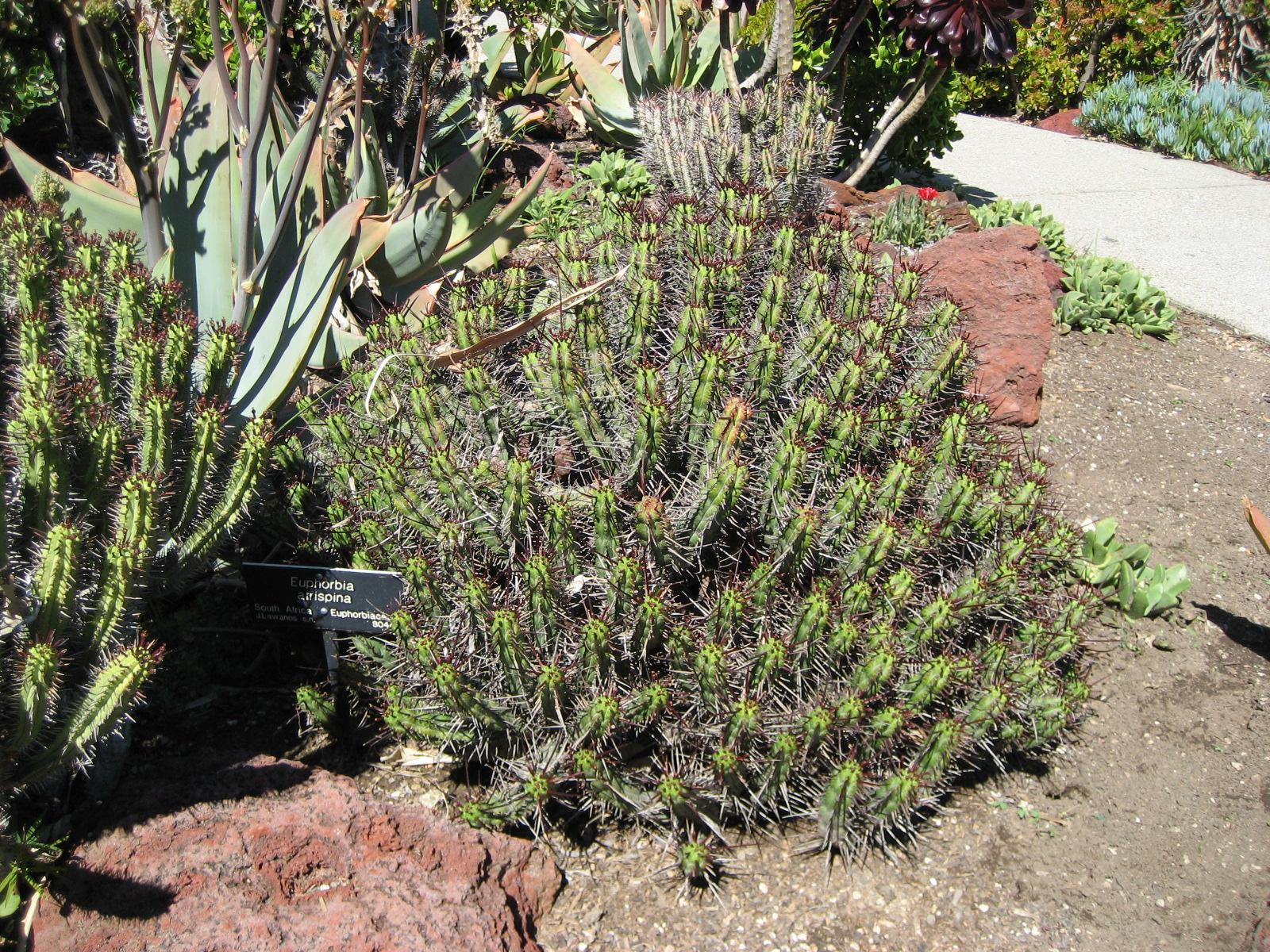
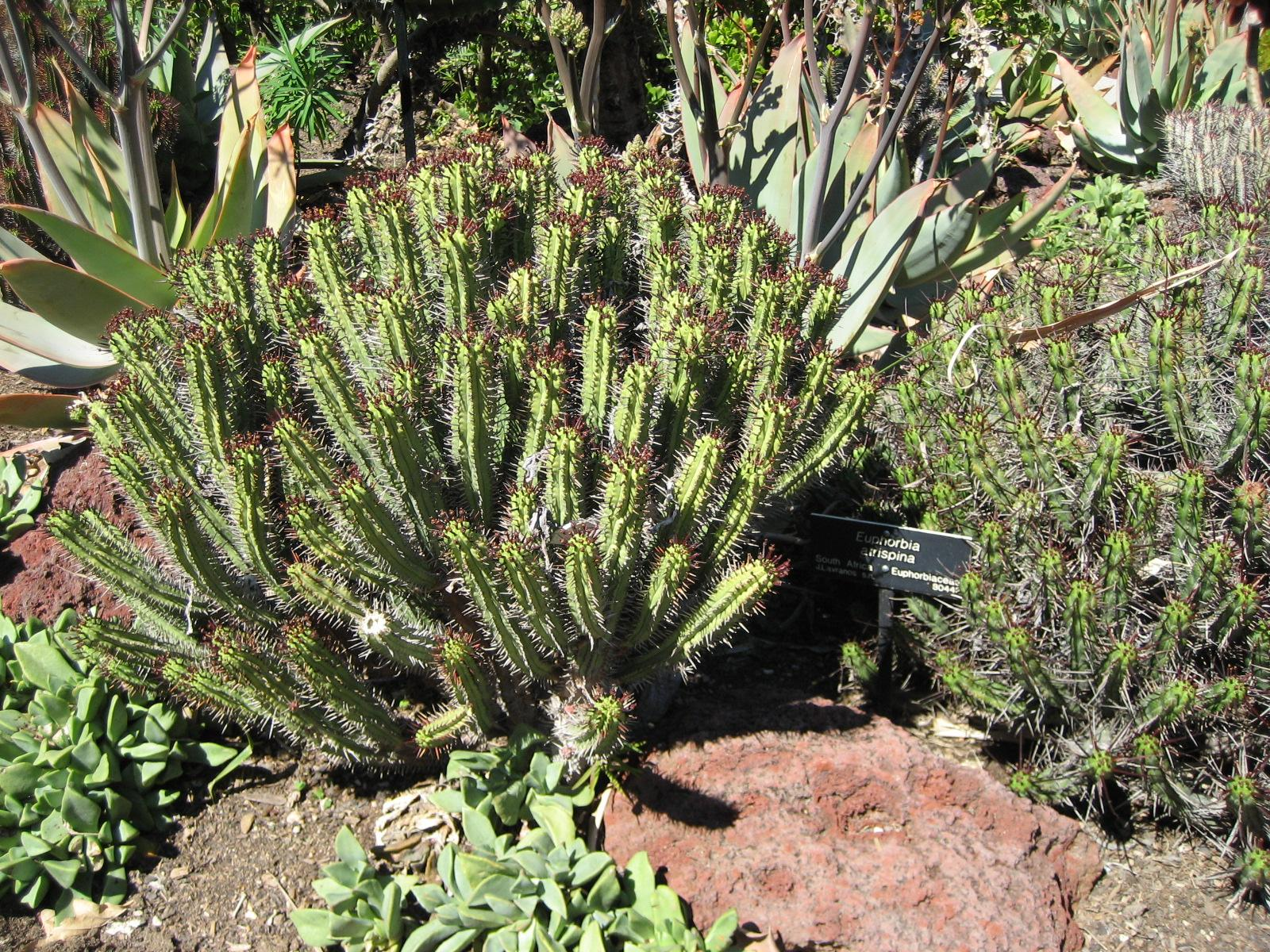
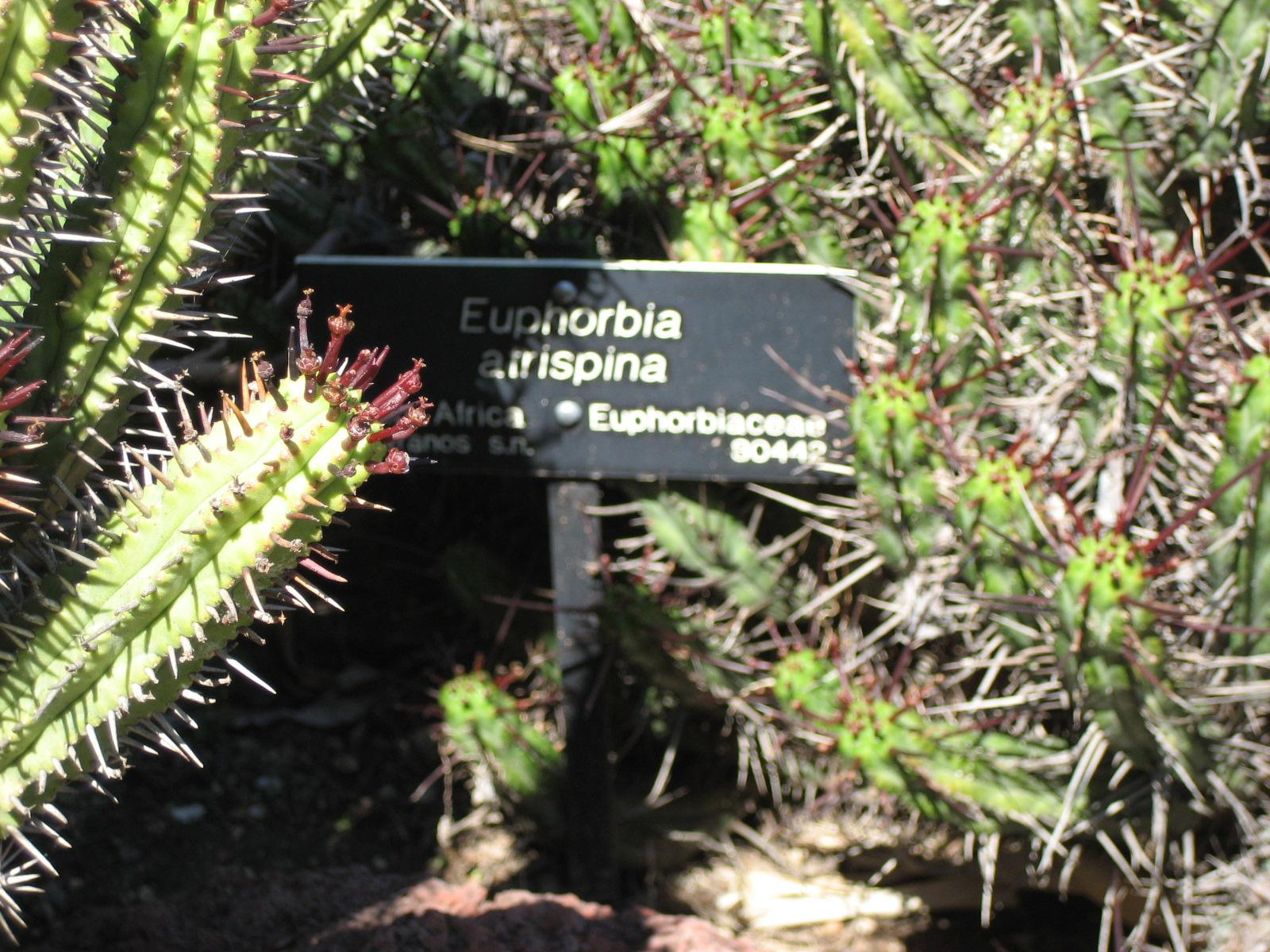